# مدکو
مدکو، (به انگلیسی: Medco) شرکت مدیریت خدمات دارویی آمریکایی است، که در زمینه ارائه خدمات دارو به کارفرمایان دولتی و خصوصی، اتحادیه‌های کارگری، سازمان‌های دولتی و اجرای برنامه‌های بهداشتی و درمانی فعالیت می‌کند.
شرکت مدکو در سال ۱۹۸۳ تحت نام داروخانه‌های ملی راه‌اندازی شد و یک سال بعد، در پی عرضه عمومی سهام، نامش به مدکو تغییر پیدا کرد. این شرکت در سال ۱۹۹۳ توسط کمپانی مرک اند کو. خریداری شد و در نهایت در ماه اوت ۲۰۰۳ به صورت یک شرکت مستقل، ثبت گردید. شرکت مدکو در سال ۲۰۱۱ در فهرست فرچون ۵۰۰ در رتبه ۳۴ از بزرگترین شرکت‌های ایالات متحده آمریکا قرار گرفت.
دفتر مرکزی این شرکت در شهر فرانکلین لیکس، نیوجرسی، ایالات متحده آمریکا قرار دارد و سهام آن در بازار بورس نیویورک معامله می‌شود. شرکت مدکو در ماه آوریل ۲۰۱۲ توسط کمپانی اکسپرس اسکریپتس خریداری شد و هم‌اکنون به‌عنوان شرکت تابعه‌ای از آن، فعالیت می‌نماید.